# 프랑스의 미국 독립 전쟁 참전

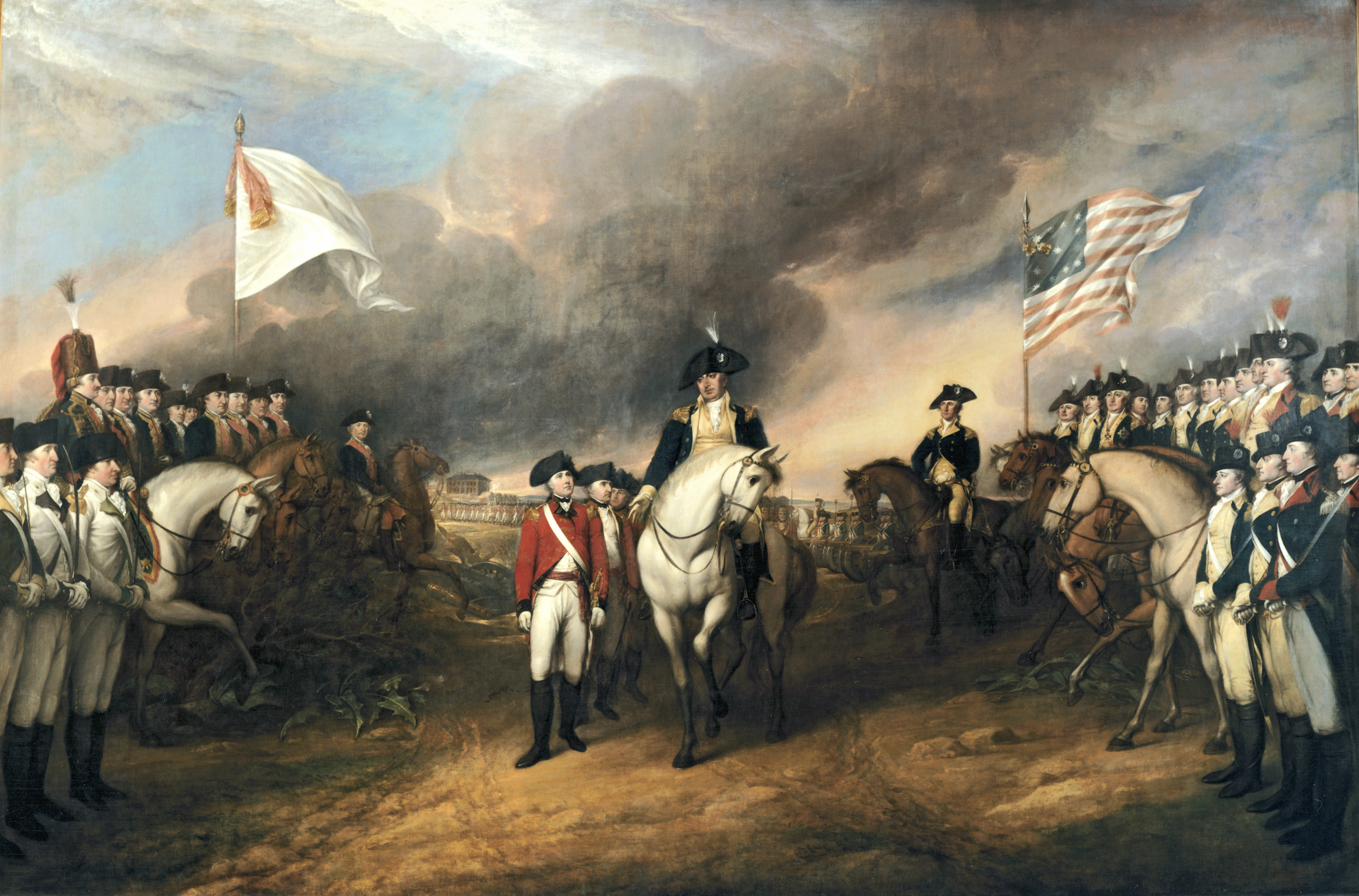
1781년 요크타운 전투가 끝난 후, 콘월리스와 그의 군대(중앙)가 프랑스군(왼쪽)과 미군(오른쪽)에 항복하는 모습을 묘사한 미국 예술가 존 트럼불의 그림인 콘월리스 경의 항복.

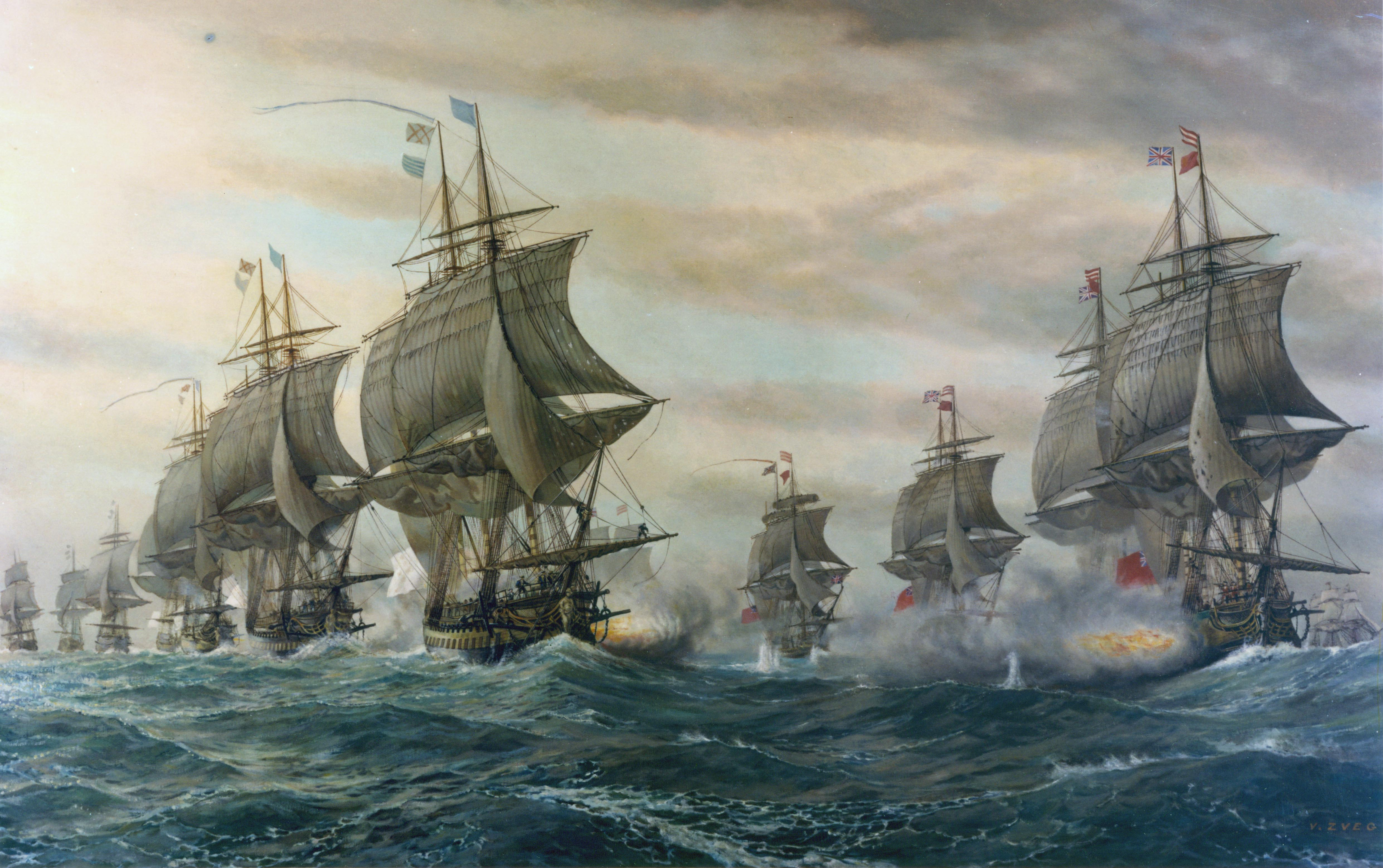
1781년 요크타운 해안에서 벌어진 체사피크만 해전의 프랑스 함선(왼쪽)과 영국 함선(오른쪽); 수적으로 열세인 영국 함대가 떠나면서 콘월리스는 항복할 수밖에 없었다.

1775년부터 1783년까지 이어진 미국 독립 전쟁에 대한 프랑스의 개입은 1776년 프랑스 왕국이 1775년 6월 창설된 13개 식민지의 대륙육군에 비밀리에 보급품을 보낸 것에서 시작되었다. 프랑스는 그레이트브리튼 왕국과 오랫동안 역사적인 라이벌 관계였으며, 13개 식민지는 그레이트브리튼 왕국으로부터 분리되려고 시도하고 있었다. 7년 전쟁에서 영국에 북미 식민지를 잃었던 프랑스는 미국 반군을 도와 영국을 약화시키려 했다.
이후 1778년 프랑스와 대륙육군 간의 동맹 조약이 체결되었고, 이는 프랑스의 자금, 군수품 및 병력이 미국으로 보내지는 결과를 낳았다. 얼마 지나지 않아 영국과의 세계적인 전쟁이 발발했다. 그 후 스페인과 네덜란드 공화국도 지원을 보내기 시작했으며, 이는 유럽의 다른 정치적 발전과 함께 영국은 이 분쟁 동안 동맹국이 없었다(헤센병 용병 제외). 스페인은 1779년 공식적으로 선전포고하며 동맹국 프랑스와 함께 전쟁에 참여했고 (그러나 미국과 공식적인 조약을 맺지는 않았다), 곧이어 영국과 네덜란드 간의 전쟁이 뒤따랐다.
프랑스의 직접적인 도움은 미국의 최종적인 승리와 독립에 중대하고 결정적인 기여를 했다. 그러나 전쟁 참여 비용으로 프랑스는 10억 리브르 이상의 빚을 짊어지게 되었고, 이는 국가 재정에 상당한 부담을 주었다. 프랑스 정부가 지출을 통제하지 못한 것(다른 요인들과 결합하여)은 국내 불안을 야기했고, 이는 결국 미국과 영국 간의 분쟁이 끝난 지 몇 년 후 프랑스 혁명으로 이어졌다. 이후 프랑스와 미국 간의 관계는 악화되어 1798년 유사전쟁으로 이어졌다.

## 미국 분쟁의 기원
1763년 7년 전쟁에서 패배한 후, 프랑스는 북미의 모든 영토를 잃었지만 카리브해의 설탕 섬들은 유지했다. 영국 의회는 텅 빈 국고를 채우기 위해 13개 식민지에 일련의 세금을 직접 부과하여 식민지 의회가 자신들의 전통적인 권리로 보았던 것을 침해하려고 했다. 일부 식민지 주민들은 의회가 "대표 없이 과세 없다"는 정치적 슬로건으로 요약되듯이 자유롭게 태어난 영국인으로서의 권리를 훼손하고, 이제 의회에서 발언권이 없는 2류 신분으로 취급하고 있다고 보았다. 과세 권리에 대한 이 갈등의 일부로, 일부 식민지 주민들은 1774년 세금 부과된 차를 보스턴 항구에 버리는 직접 행동을 조직했다. 영국 정부는 참을 수 없는 법을 통과시켜 보스턴 항구를 폐쇄하고 매사추세츠 식민지 헌장을 취소하는 등 가혹하게 대응했다. 다른 식민지들은 이러한 행동을 자신들의 권리에 대한 위협으로 보고 매사추세츠 식민지와 공동 전선을 형성하는 것을 고려하기 시작했다. 이 갈등은 긴장을 더욱 고조시켰다. 이념적 갈등은 1775년 4월 무력 충돌로 확대되었고, 이 시점에서 거의 모든 식민지의 대표들이 제1차 대륙회의에 모여 영국 정책에 대한 공동 행동을 논의했다. 이전의 비참한 패배 이후 해군 및 기타 전력을 재건하고 있던 프랑스는 이러한 미국 식민지 불안을 이전 전쟁의 패배에 복수하고 숙적을 심각하게 약화시킬 완벽한 기회로 보기 시작했다.

## 프랑스의 개입

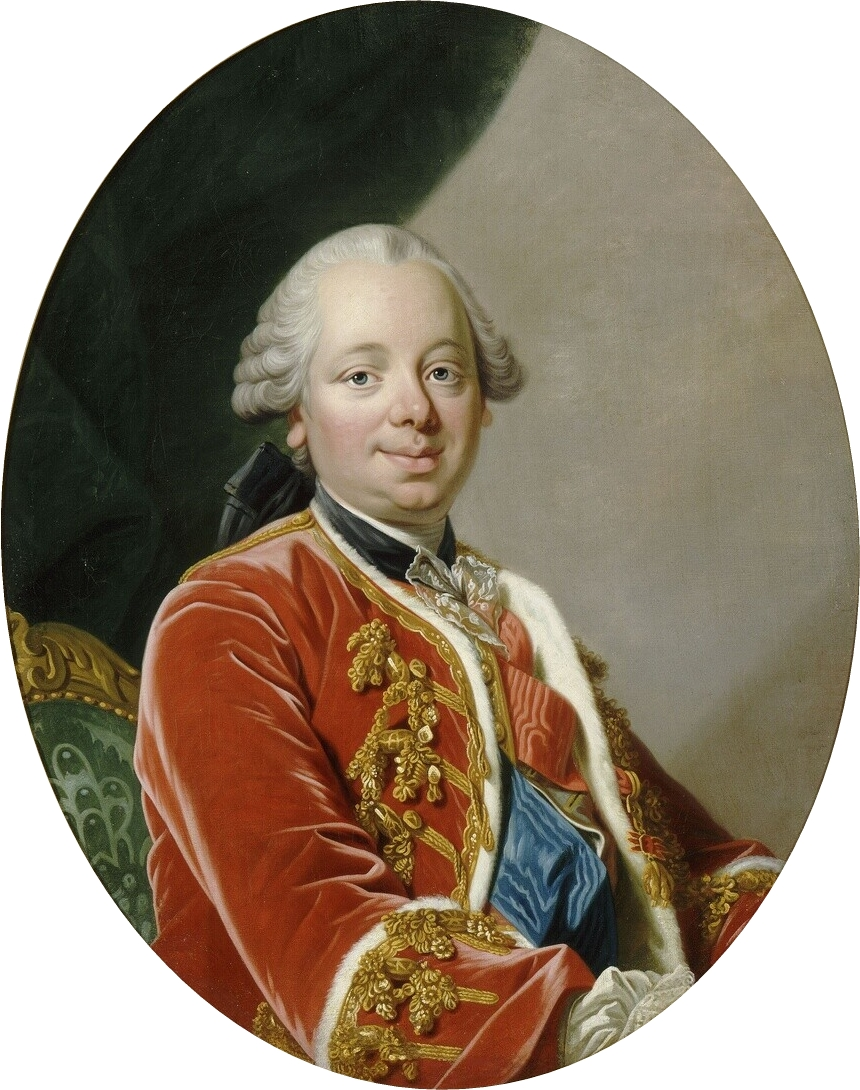
슈아죌은 영국에 대한 미래의 복수 전쟁을 위해 프랑스 육군과 해군을 적극적으로 재편했다.

프랑스는 7년 전쟁에서의 패배를 쓰라리게 여겼고 복수를 꾀했다. 또한 전략적으로 영국을 약화시키려 했다. 미국 독립선언 이후 미국 독립 혁명은 프랑스의 일반 대중과 귀족 모두에게 환영받았다. 혁명은 "영국적 폭정"에 대항하는 계몽주의 정신의 구현으로 인식되었다. 벤저민 프랭클린은 1776년 12월 프랑스로 가서 국가의 지지를 얻으려 했고, 그는 엄청난 열광 속에서 환영받았다. 처음에는 프랑스의 지원이 비밀리에 이루어졌다. 프랑스 요원들은 1776년 봄부터 로드리그 오르탈레즈 & 컴퍼니라는 회사를 통해 애국자들에게 군사 원조(주로 화약)를 보냈다. 새러토가 전역에서 프랑스가 미국에 공급한 무기의 비율은 최대 90%에 달하는 것으로 추정된다. 1777년까지 5백만 리브르 이상의 원조가 미국 반군에게 보내졌다.
전투에서의 영광이라는 전망에 동기를 부여받거나 진정한 자유와 공화주의 이념에 고무되어, 피에르 샤를 랑팡과 같은 자원봉사자들은 미군에 합류했다. 가장 유명한 인물은 라파예트로, 20세의 매력적인 젊은 귀족이었던 그는 왕의 명령을 무시하고 1777년에 입대했다. 그는 조지 워싱턴의 보좌관이자 전투 장군이 되었다. 더 중요하게는, 그는 프랑스에 대한 미국의 호의적인 시각을 확고히 했다. 크레이머는 라파예트가 전쟁에 대한 정당성과 독립을 위한 유럽의 진지한 지원에 대한 확신을 제공했다고 주장한다. 라파예트의 개인적인 스타일은 매우 매력적이었다. 이 젊은이는 빠르게 배우고 애국자 스타일에도 적응했으며, 정치에 개입하지 않고 워싱턴 장군의 친한 친구가 되었다. 50년 후, 프랑스 정치에서 중요한 경력을 쌓은 그는 전쟁의 사랑받는 영웅으로 돌아왔다.

### 비밀 원조 또는 공개 전쟁 선포에 대한 논쟁

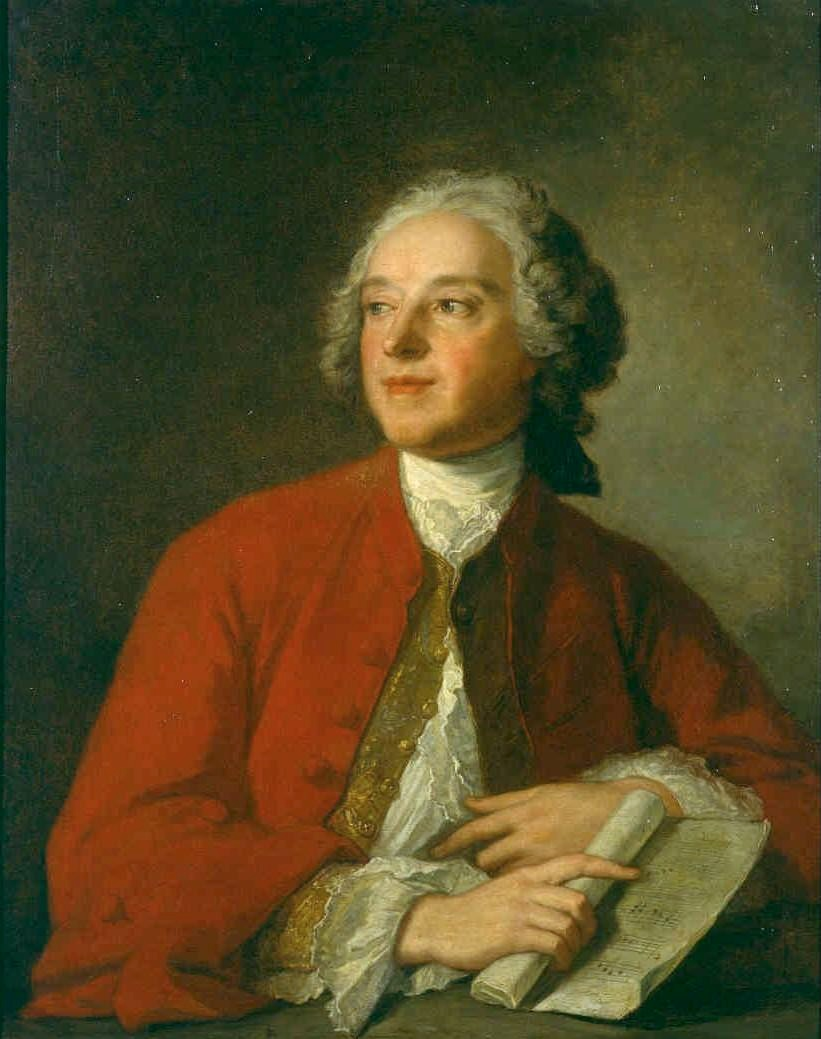
프랑스와 영국 간의 공개 전쟁 전, 피에르 보마르셰는 미국 반군을 지원하기 위한 무기 밀매의 중심에 있었다.

영국의 강대함에 맞서 젊은 나라는 무기와 동맹국이 부족했고, 그래서 프랑스에 의존했다. 프랑스는 이 분쟁에 직접적인 관심은 없었지만, 새로운 영국 적을 지원함으로써 영국의 권력에 도전할 기회로 보았다. 처음에는 사일러스 딘에 의해, 그 다음에는 벤저민 프랭클린에 의해 수행된 협상을 통해 프랑스는 애국자 대의를 비밀리에 지원하기 시작했다.
루이 16세와 프랑스의 외무장관, 베르젠 백작으로부터 은밀한 접근을 받은 피에르 보마르셰는 프랑스 회사 로드리게 호르탈레스 에 콩파니의 이름으로 거의 백만 파운드에 달하는 화약과 탄약을 미국에 판매하도록 허가받았다. 프랑스가 제공한 원조는 대부분 중립적인 네덜란드령 서인도 제도 항구를 통해 전달되었으며, 1776년과 1777년 영국군의 맹공격에 맞서 조지 워싱턴이 살아남는 데 기여했다. 이 원조는 또한 새러토가에서 영국군의 대패로 끝난 챔플레인 회랑에서의 버고인 장군의 원정 실패에도 주요 요인이었다. 프랑스 항구는 영국 상선에 대항하는 사략선과 대륙해군 군함을 포함한 미국 함선을 수용했다. 프랑스는 또한 프랑스 사업가 자크 도나시앵 르 레이의 자금 지원을 받아 존 폴 존스 (군인)의 지휘 아래에 놓인 본옴 리처드(Bonhomme Richard)라는 최소한 한 척의 군함을 제공했다. 프랑스는 기부 또는 대출 형태로 상당한 경제적 원조를 제공했으며, 또한 일부 군사 전략가들에게 "휴가"를 주어 미국 병사들을 지원할 수 있도록 기술 지원도 제공했다.
미국인에 의해 임명되었고 영국에 대한 프랑스의 적대감에 힘입어, 사일러스 딘은 1776년 초부터 비공식적인 원조를 얻었다. 그러나 목표는 전쟁에 프랑스의 전적인 개입을 얻는 것이었다. 프랭클린, 딘, 아서 리로 구성된 새로운 대표단이 유럽 국가들의 개입을 로비하기 위해 임명되었다. (영국은 에드워드 뱅크로프트와 폴 웬트워스에게 스파이 활동 대가를 지불했다.) 70세의 프랭클린은 과학적 발견으로 이미 프랑스 지식인들 사이에서 잘 알려져 있었고, "장관"이라는 직함(당시에는 "대사"라는 용어를 사용하지 않았다)으로 최고 외교관 역할을 했다. 그는 격식 있는 궁정복 대신 거친 개척자 복장을 하고 많은 주요 외교관, 귀족, 지식인, 과학자, 재정가들을 만났다. 프랭클린의 이미지와 저작물은 프랑스인의 상상력을 사로잡았고 – 시장에는 그의 이미지가 담긴 많은 그림들이 팔렸다 – 그는 전형적인 신 미국인의 이미지이자 프랑스 내 새로운 질서에 대한 열망의 영웅이 되었다. 1777년 말 국제 정세가 더욱 긴장되자 합스부르크 오스트리아는 프랑스-오스트리아 동맹에 따라 프로이센에 대항하는 바이에른 왕위 계승 전쟁에서 프랑스의 지원을 요청했다. 프랑스는 이를 거절했고, 오스트리아와의 관계는 악화되었다. 이러한 상황에서 오스트리아에 영국과의 전쟁에서 프랑스를 돕도록 요청하는 것은 불가능했다. 스페인을 설득하려는 시도도 실패했다. 스페인은 즉각적인 잠재적 이득을 인식하지 못했고, 미국 혁명 정신은 반구 전역에 걸쳐 있는 스페인 자신의 광대한 아메리카 식민지에서 스페인 왕실의 정당성을 위협하는 것으로 간주되었다.
프랑스의 여론은 공개 전쟁에 찬성했지만 루이 왕과 그의 고문들은 가능한 위험과 막대한 비용 때문에 망설였다. 특히 왕의 경제 및 군사 고문들은 계속해서 주저했다. 프랑스 해군은 빠르게 재건되고 있었지만, 심각한 갈등에 대비할 준비가 되어 있는지에 대한 의구심이 있었다. 금융가인 안 로베르 자크 튀르고와 자크 네케르는 전쟁이 프랑스의 불안정한 조세 및 재정 시스템에 매우 비쌀 것이라고 경고했다.
미국인들은 미국, 프랑스, 스페인의 동맹이 영국을 빠르게 패배시킬 것이라고 주장했지만, 해군이 준비될 때까지 기다리던 베르젠은 주저했다. 1777년 7월 23일, 베르젠은 전쟁을 포함한 전적인 지원 또는 새로운 국가의 포기를 결정할 때라고 판단했다. 왕이 비준한 선택은 전쟁이었다.

### 전쟁 참전

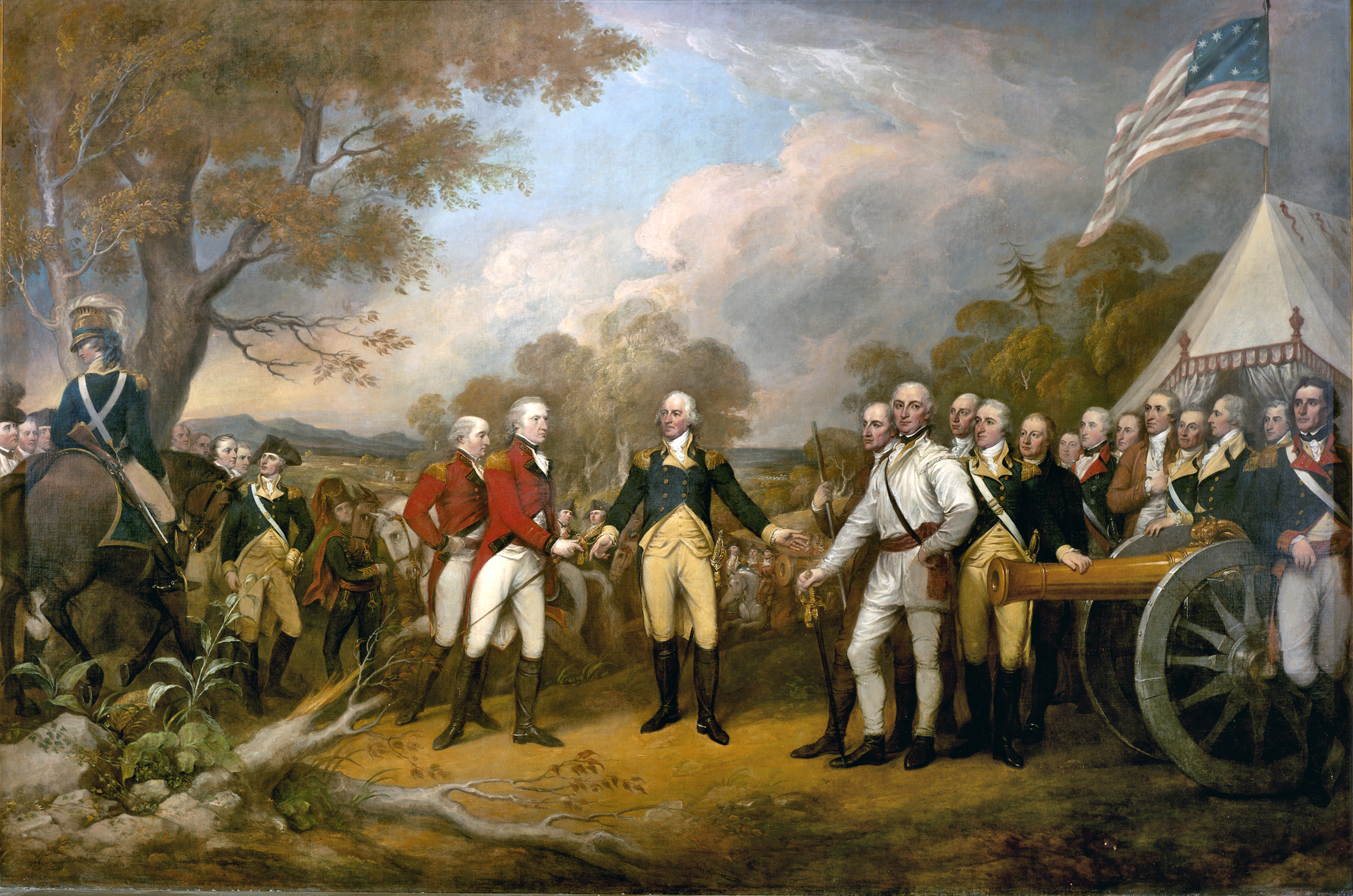
존 트럼불이 1822년에 그린 새러토가 전투에서의 존 버고인 장군의 항복

영국군은 1777년에 필라델피아를 점령했지만, 새러토가 전투에서 미국군이 승리하면서 애국자들에게 희망을 불어넣고 프랑스에서 열광을 불러일으켰다. 존 버고인의 군대는 새러토가에서 미군에 항복했고, 프랑스는 미국이 승리할 수 있음을 깨달았다. 왕은 베르젠에게 미국과의 동맹을 협상하도록 지시했다.
프랑스는 1778년 2월 6일 동맹 조약을 체결하며 미국을 공식적으로 인정했다. 영국이 1778년 3월 17일 프랑스에 선전포고한 후 곧바로 적대 행위가 이어졌다. 당시 가장 큰 해군력을 보유하고 있던 영국 해군과 프랑스 함대는 처음부터 서로 대치했다. 영국군은 데스탱 백작의 지휘 아래 4월에 툴롱을 떠나 북아메리카로 향하는 프랑스 함대를 저지하지 않았는데, 이는 브레스트의 프랑스 함대가 영국 침공에 사용될 수도 있다는 우려 때문이었다. 프랑스는 브레스트 함대를 유럽 해역의 상업 운송을 보호하기 위해 남겨두었고, 영국 함대가 데스탱을 추격하기 위해 떠났음이 확인된 후에야 항해를 시작하여 영국 해협 함대를 약화시켰다. 이러한 감축에도 불구하고 영국 함대는 브레스트의 프랑스 함대보다 여전히 수적으로 우세했으며, 오르비예르 제독은 7월에 항해할 때 전투를 피하도록 지시받았다. 오르비예르는 7월 27일 어거스터스 케플 제독의 함대를 결정적이지 못한 위선트 해전에서 만났고, 양측 함대는 수리를 위해 항구로 돌아갔다.
프랑스는 인근 영국 제도에 4만 명의 병력을 상륙시키는 것을 고려했지만, 물류 문제로 그 계획을 포기했다. 대륙에서 프랑스는 오스트리아와의 동맹을 통해 보호받았는데, 오스트리아는 미국 독립 전쟁에 직접 참여하지는 않았지만 프랑스에 대한 외교적 지원을 약속했다.
유럽의 다른 국가들은 처음에는 공개적으로 전쟁에 참여하기를 거부했지만, 스페인과 네덜란드 공화국 모두 미국의 대의에 비공식적인 지원을 제공했다. 베르젠은 1779년에 스페인을 설득하여 공식적으로 전쟁에 참여하도록 했고, 1780년에는 영국이 네덜란드의 중립 위반 주장을 이유로 네덜란드 공화국에 선전포고했다.

### 북아메리카 작전

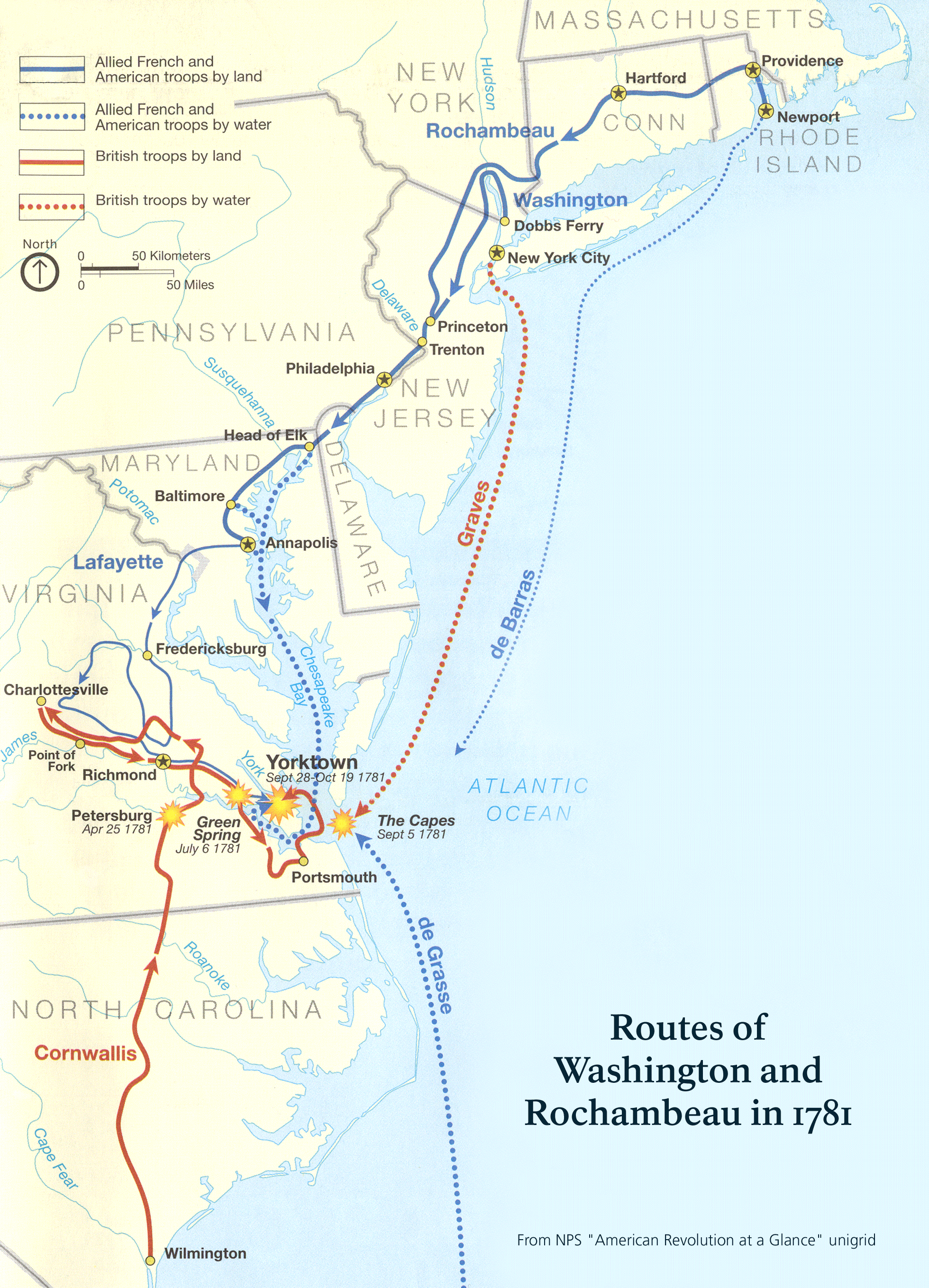
요크타운 전역 중 프랑스-미국 간 이동 경로

북아메리카에서의 프랑스 개입은 처음에는 해상 작전의 성격이 강했고, 군사 지도자들의 일부 망설임이 있었다. 1778년, 미국과 프랑스 계획가들은 당시 영국이 점령하고 있던 뉴포트를 점령하려는 시도를 조직했다. 이 시도는 실패했는데, 부분적으로는 데스탱 제독이 내러갠싯만에서 영국 함대를 만나기 위해 출항하기 전에 프랑스 군대를 상륙시키지 않았기 때문이었다. 그는 이후 함대가 폭풍으로 손상된 후 보스턴으로 항해했다. 1779년, 데스탱은 다시 북아메리카로 함대를 이끌고 공동 작전을 펼쳤는데, 이번에는 영국군이 점령하고 있던 서배너를 공격하는 것이었다. 약 3,000명의 프랑스군과 2,000명의 미국군이 서배너 공방전에 참여했으며, 해상 포격은 실패했다. 참호 속에 숨은 영국군 진지에 대한 공격 시도는 큰 손실과 함께 격퇴되었다.
지원군은 1780년에 더욱 두드러졌는데, 로샹보가 이끄는 6,000명의 병력이 1779년 영국군에 의해 버려졌던 뉴포트에 상륙하여 그곳에 해군 기지를 건설했다. 이 병력은 뉴욕과 동부 롱아일랜드에 있는 영국 함대가 면밀히 감시하고 있었기 때문에 대부분 활동이 없었다. 1781년 초, 전쟁이 길어지면서 프랑스 군사 계획가들은 마침내 전쟁을 결정적으로 끝내기 위해서는 북아메리카에서 더 중요한 작전이 필요하다고 확신했다. 그 해 서인도 함대는 드 그라스 백작이 지휘했으며, 그와 작전을 조율하기 위한 특별한 합의가 이루어졌다. 드 그라스는 북아메리카 조종사를 공급받고 자신이 기여할 수 있는 북아메리카에서의 가능한 작전에 대해 알려달라고 요청했다. 로샹보와 워싱턴은 1781년 5월 위더스필드 (코네티컷주)에서 만나 자신들의 선택 사항을 논의했다. 워싱턴은 뉴욕시와 버지니아주 (후자는 처음에는 베네딕트 아널드, 그 다음에는 윌리엄 필립스 준장, 그리고 결국 찰스 콘월리스가 이끌었다) 모두에서 영국군을 몰아내기를 원했다. 버지니아는 또한 해상 지원을 통해 싸울 수 있는 강력한 위협으로 여겨졌다. 이 두 가지 선택 사항은 요청된 조종사와 함께 카리브해로 파견되었다. 로샹보는 별도의 서한에서 드 그라스에게 버지니아 작전을 위해 체서피크만으로 올 것을 촉구했다. 위더스필드 회의 후, 로샹보는 그의 군대를 화이트플레인스 (뉴욕주)로 이동시키고 워싱턴의 지휘 아래 두었다.
드 그라스는 7월에 이 서신들을 받았는데, 거의 동시에 콘월리스가 요크타운 (버지니아주)을 점령할 준비를 하고 있었다. 드 그라스는 로샹보의 의견에 동의했고, 이후 8월 말에 체사피크에 도착할 것이지만 스페인과의 합의 때문에 10월 중순까지만 머무를 수 있다는 전보를 보냈다. 그의 전보 도착은 프랑스-미국 연합군이 버지니아로 진군하기 시작하는 계기가 되었다. 드 그라스는 계획대로 체사피크에 도착했고, 그의 병력은 라파예트의 군대를 도와 콘월리스 군대의 봉쇄를 지원하기 위해 파견되었다. 드 그라스의 체사피크 장악을 저지하기 위해 파견된 영국 함대는 9월 5일 체사피크만 해전에서 프랑스군에 패배했으며, 뉴포트 함대는 연합군 도착을 완료하기 위해 프랑스 포위 열차를 전달했다. 요크타운 전투와 뒤이은 10월 19일 콘월리스의 항복은 북아메리카에서의 주요 적대 행위를 종식시키는 데 결정적이었다.

### 다른 전투들

성인 전투(1782년 4월 12일)

프랑스와 영국 사이의 다른 중요한 전투들은 서인도 제도에서 인도에 이르기까지 전 세계에 걸쳐 발생했다. 프랑스 해군은 처음에는 서인도 제도에서 우위를 점하며 도미니카, 그레나다, 세인트빈센트, 토바고를 점령했지만, 전쟁 초기에 세인트루시아를 잃었다. 요크타운 공방전 이후 프랑스군은 서인도 제도로 돌아와 1782년 2월까지 세인트키츠 (해전에서의 패배에도 불구하고), 몬트세랫, 그리고 남아메리카의 데메라라와 에세키보를 성공적으로 점령했다. 계획되었던 프랑스-스페인 연합군의 자메이카 침공은 1782년 결정적인 성인 전투 이후 취소되었다. 이로 인해 프랑스군은 카리브해에서 수세에 몰렸지만, 프랑스군은 전쟁 막바지에 터크스 케이커스 제도를 점령했다.
유럽 해역에서는 1779년 스페인의 참전과 함께 프랑스와 스페인군이 연합했다. 영국 침공 시도는 여러 요인으로 실패했다. 프랑스의 저지 침공은 패배로 끝났다. 프랑스군과 스페인군은 1782년 2월 미노르카를 점령했지만, 1779년부터 1783년까지 전쟁의 가장 큰 작전이었던 지브롤터 대포위는 요새를 폭풍 공격하거나 영국군의 수비대 구원을 막는 데 실패했다.
인도에서는 영국군이 1778년과 1779년에 프랑스 전초기지를 장악했고, 이에 오랜 프랑스 동맹국이었던 마이소르 왕국이 제2차 영국-마이소르 전쟁을 시작했다. 프랑스와 동맹을 맺은 마이소르군은 한동안 동해안의 영국 진지를 위협했다. 바일리 드 쉬프렌이 지휘하는 프랑스 함대는 에드워드 휴즈 경이 지휘하는 영국 함대와 일련의 대체로 결론 없는 전투를 벌였고, 1783년의 유일한 주요 지상 군사 작전인 쿠달로르 공방전은 잠정 평화 조약이 체결되었다는 소식으로 중단되었다. 프랑스는 7년 전쟁에서 잃었던 인도 영토를 되찾는 목표를 달성하지 못했다. 영국군은 1784년 원상 복귀로 끝날 때까지 마이소르와 계속 싸웠다.

### 평화 협상
미국 본토에서의 결정적인 전투들 덕분에 프랑스는 1782년 초 파리 평화 협상에서 강한 위치에 있었다. 그러나 4월 로드니의 성인 전투 승리로 모든 것이 바뀌었다. 프랑스의 패배 소식은 약 6주 후에 프랑스에 도착했고, 이는 실망을 안겨주었다. 이 패배는 군사적으로나 재정적으로 막대한 손실을 초래했다. 영국 왕립 해군은 이제 전략적 주도권을 잡았고, 그 결과 평화 회담에서 영국의 요구는 크게 강화되었다. 프랑스 또한 자금을 빌릴 수 있는 한계에 도달하고 있었으며, 이제 전쟁을 빠르게 끝내려 했다. 이 패배는 또한 프랑스-미국 동맹의 붕괴를 알리는 신호이기도 했다. 그 결과 벤저민 프랭클린은 영국과 미국 사이에 직접 진행된 비밀 협상을 프랑스에 알리지 않았다.
영국의 입장은 프랑스-스페인 연합군의 지브롤터 공격 실패와 다음 달 영국 왕립 해군의 주둔지 구호로 9월에 더욱 강화되었다. 영국과 미국 간의 예비 평화 조약은 11월 30일에 체결되었다. 영국은 미국이 오대호 남쪽과 미시시피강 동쪽의 모든 토지를 소유함을 인정했고, 플로리다는 스페인으로 넘어갔다. 프랑스는 항의했지만 아무런 조치 없이 예비 조약을 받아들였다. 프랑스는 미국-영국 평화 회담에 포함되지 않았기 때문에 향후 협상에서 프랑스와 스페인의 영향력은 제한되었다.

## 여파

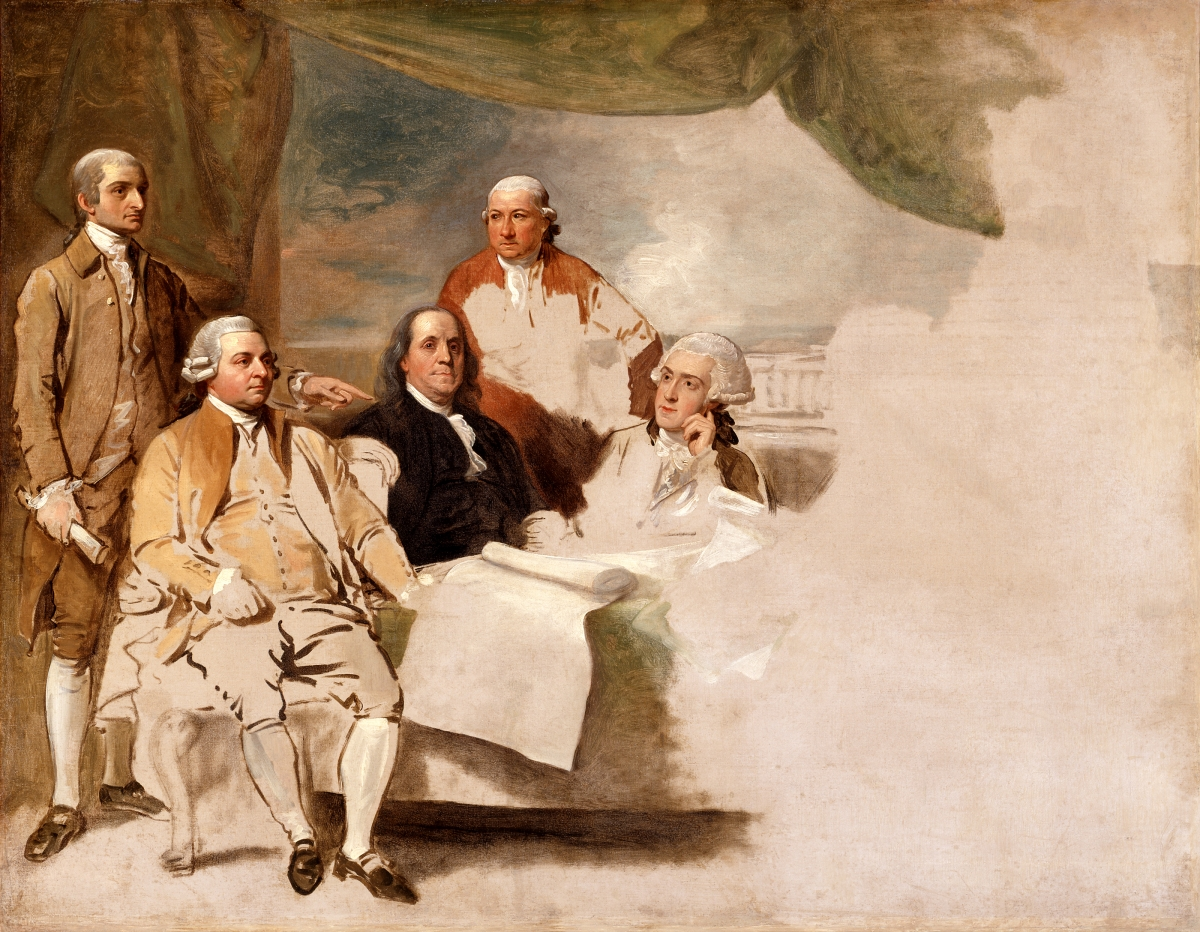
파리 조약, 벤저민 웨스트 (1783년) 작으로, 1783년 파리 조약에 참여한 미국 대표단을 보여준다. 영국 대표단은 그림 포즈를 취하기를 거부했다.

미국이 동맹국과 분리되면서 전쟁은 1783년 9월 파리 조약의 서명으로 공식적으로 끝났다. 1763년 파리 조약과 위트레흐트 조약 (1713년)으로 인한 영토 손실은 회복되지 않았다. 점령국들이 점령했던 모든 영토는 토바고섬과 세네갈강 지역의 일부를 제외하고 반환되었으며, 이들은 프랑스에 의해 획득되었고 프랑스는 또한 뉴펀들랜드섬 어업에서 일부 양보를 얻었다. 스페인은 플로리다와 미노르카를 되찾았지만, 지브롤터는 영국군의 손에 남아 있었다.
프랑스의 전쟁 참전은 멀리 떨어진 해상전 위주였기에, 프랑스 정부는 전쟁 노력을 지원하기 위해 10억 리브르 이상을 지출하여 총 부채를 약 33억 1천5백만 리브르로 늘렸다. 프랑스 국가 재정은 비참한 상태였으며, 세금을 늘리는 대신 대출을 통해 부채를 갚았던 자크 네케르로 인해 더욱 악화되었다. 재정국장 샤를 알렉상드르 드 칼론은 귀족과 성직자의 재산에 세금을 부과함으로써 적자 문제를 해결하려 했으나, 그의 아이디어로 인해 해고당하고 망명당했다. 프랑스의 불안정은 안정적인 프랑스 재정 재건에 필수적이었던 개혁을 더욱 약화시켰다. 전쟁 동안 무역도 심각하게 감소했지만, 1783년에는 회복되었다.
이 전쟁은 프랑스의 위신과 자부심에 특히 중요했으며, 프랑스는 유럽 중재자로서의 역할을 되찾았다. 그러나 프랑스가 아닌 그레이트브리튼 왕국이 미국의 주요 무역 파트너가 되었다. 프랑스인들은 프랭클린과 제퍼슨이 증언하고 1776년 독립 선언과 1787년 미국의 헌법에 구현된 것처럼 계몽주의를 통해 젊은 국가에 문화적 영향력을 행사한 것에 자부심을 느꼈다. 차례로 혁명은 프랑스에 영향을 미쳤다. 자유주의 엘리트들은 승리에 만족했지만, 몇 가지 주요 결과도 있었다. 유럽 보수주의 왕당파와 귀족들은 불안해졌고, 자신들의 지위를 확보하기 위한 조치를 취하기 시작했다. 1781년 5월 22일, 세귀르 법령은 상위 계급의 군사직을 일반인에게 폐쇄하고 해당 계급을 귀족에게만 유보했다.

### 재정적 측면
프랑스는 미국 내외에서 영국과 싸우는 데 쓴 돈 외에도 미국을 직접 지원하는 데 총 13억 리브르를 지출했다.
프랑스의 현대 강대국 지위는 전쟁으로 재확인되었지만, 국가 재정에는 해로웠다. 프랑스의 유럽 영토는 영향을 받지 않았음에도 불구하고, 1781년 결정적인 요크타운 전투와 같은 전투로 영국과의 전쟁에서 승리하는 데는 막대한 재정적 비용이 들었고, 이는 취약한 재정을 심각하게 악화시키고 국가 부채를 증가시켰다. 프랑스는 주요 전략적 적을 약화시키고 새롭고 빠르게 성장하는 동맹국을 얻어 환영할 만한 무역 파트너가 될 수 있다는 점 외에는 거의 얻은 것이 없었다. 그러나 무역은 결실을 맺지 못했고, 1793년 미국은 영국과 프랑스 공화국 간의 전쟁에서 중립을 선언했다.
일부 역사가들은 프랑스가 주로 이전 분쟁에서 북아메리카와 인도 영토를 잃은 것에 대한 영국에 대한 복수를 추구했다고 주장한다. 그러나 조너선 R. Dull은 프랑스가 영국 혐오증이나 캐나다 상실에 대한 복수를 원해서가 아니라 냉정한 계산 때문에 개입했다고 말한다.

## 같이 보기
- 페드로 파블로 아바르카 데 볼레아, 아란다 백작 10세
- 벤저민 프랭클린 바쉐
- 에드워드 뱅크로프트
- 윌리엄 카마이클 (외교관)
- 자크 도나시앵 르 레이 드 쇼몽
- 안 에마뉘엘 드 크루아
- 자크 바르뵈 뒤부르
- 에드워드 에드워즈, 영국 스파이
- 프랑스-미국 동맹
- 윌리엄 프랭클린
- 윌리엄 템플 프랭클린
- 콘라트 알렉상드르 제라르 드 레네발
- 로돌프 페르디낭 그랑, 은행가, 그의 형제 조르주와 함께 미국 은행가
- 안 카트린 드 리니빌, 마담 엘베티위스
- 랄프 이저드
- 존 제이
- 존 폴 존스 (군인)
- 안 세자르 드 라 뤼제른
- 루이 레옹 드 브랑카스, 로라과이 백작
- 헨리 로렌스
- 존 로렌스
- 앙투안 라부아지에
- 장샤를피에르 르누아르
- 장바티스트 르 루아
- 루이 기욤 르 베이야르
- 미국 독립 전쟁의 프랑스 부대 목록
- 장 프레데리크 펠리포, 모르파 백작
- 앙드레 모렐레
- 앙투안 드 사르틴
- 데이비드 머리, 제2대 맨스필드 백작, 스토르몬트 자작
- 폴 웬트워스 (스파이)
- 램버트 위키스

### 내용주
1. 1 2  Van Tyne, C. H. (October 1925). 《French Aid Before the Alliance of 1778》. 《The American Historical Review》 31. 40쪽. doi:10.2307/1904500. hdl:2027/mdp.39015027014961. JSTOR 1904500.
2. ↑  “1774: Parliament passes the Boston Port Act”. History Channel. 2017년 12월 20일에 확인함.
3. ↑  Hoffman, Ronald, and Peter J. Albert, eds. Diplomacy and Revolution: The Franco-American Alliance of 1776 (the United States Capitol Historical Society, 1981)
4. ↑  James M. Potts,French Covert Action in the American Revolution iUniverse, 2005 ISBN 0595361471, 9780595361472
5. ↑  Kenneth A. Daigler, Spies, Patriots, and Traitors: American Intelligence in the Revolutionary War. (Georgetown University Press, 2014)
6. ↑  Journal of the American Revolution, "The Gunpowder shortage" (September 9, 2013).
7. ↑  Lloyd S. Kramer, "America's Lafayette and Lafayette's America: A European and the American Revolution," William & Mary Quarterly (1981) 38#2 pp 228-241.JSTOR 1918776
8. ↑  Georges Édouard Lemaître (2005). 《Beaumarchais》. Kessinger Publishing. 229쪽. ISBN 9781417985364.
9. ↑  Thomas G. Paterson;  외. (2009). 《American Foreign Relations, Volume 1: A History to 1920》. Cengage Learning. 13–15쪽. ISBN 978-0547225647.
10. ↑  Henry Lumpkin (2000). 《From Savannah to Yorktown: The American Revolution in the South》. iUniverse. 235쪽. ISBN 9781462095049.
11. 1 2  Allison & Ferreiro 2018, 220–21쪽.
12. ↑  Tombs & Tombs 2010, 178쪽.
13. ↑  Dull 1975, 283–84쪽.
14. ↑  Richard B. Morris, The Peacemakers: The Great Powers and American Independence (1975)
15. ↑  Peter S. Onuf (1991). 《Establishing the New Regime: The Washington Administration》. Taylor & Francis. 30–31쪽. ISBN 9780815304425.
16. ↑  Library of Congress (2002). 《The Impact of the American Revolution Abroad》. The Minerva Group, Inc. 21–23쪽. ISBN 9780898759785.
17. ↑  Stacy Schiff (2006). 《A Great Improvisation: Franklin, France, and the Birth of America》. Macmillan. 5쪽. ISBN 9781429907996.
18. ↑  Christopher Hodson and Brett Rushforth, "Bridging the Continental Divide: Colonial America's 'French Quarter.'" OAH Magazine of History 25.1 (2011): 19-24.
19. ↑  Peter McPhee (2015). 《The French Revolution》. Melbourne U. 34쪽. ISBN 9780522866971.
20. ↑  Peter P. Hill (1988). 《French Perceptions of the Early American Republic, 1783-1793》. American Philosophical Society. 172쪽. ISBN 9780871691804.
21. ↑  Jonathan R. Dull, The French Navy and American Independence: A Study of Arms and Diplomacy, 1774-1787 (1975)

### 영어
- Allison, David K; Ferreiro, Larrie D, 편집. (2018). 《The American Revolution: A World War》. Smithsonian Institution. ISBN 9781588346599.
- Bemis, Samuel Flagg. The Diplomacy of the American Revolution (1935)
- Brown, John L. "Revolution and the Muse: the American War of Independence in Contemporary French Poetry." William and Mary Quarterly 1984 41(4): 592–614. ISSN 0043-5597 JSTOR 1919155 doi:10.2307/1919155
- Brecher, Frank W. Securing American Independence: John Jay and the French Alliance. Praeger Publishers, 2003. Pp. xiv, 327 online 보관됨 2012-05-05 - 웨이백 머신
- Chartrand, René, and Back, Francis. The French Army in the American War of Independence Osprey; 1991.
- Corwin, Edward S. French Policy and the American Alliance of 1778 Archon Books; 1962.
- Dull, Jonathan R. A Diplomatic History of the American Revolution; Yale U. Press, 1985.
- Dull, Jonathan R. (1975). 《The French Navy and American Independence: A Study of Arms and Diplomacy, 1774-1787》 (영어). Princeton University Press. ISBN 978-0-691-64467-7.
- Kaplan, Lawrence S. "The Diplomacy of the American Revolution: the Perspective from France." Reviews in American History 1976 4(3): 385–390. review of Dull (1975) JSTOR 2701454
- Gottschalk, Louis. Lafayette Comes to America 1935 online 보관됨 2008-12-07 - 웨이백 머신; Lafayette Joins the American Army (1937)
- Hoffman, Ronald and Albert, Peter J., ed. Peace and the Peacemakers: The Treaty of 1783. U. Press of Virginia, 1986. 263 pp.
- Hoffman, Ronald and Albert, Peter J., ed. Diplomacy and Revolution: The Franco-American Alliance of 1778. U. Press of Virginia, 1981. 200 pp.
- Hudson, Ruth Strong. The Minister from France: Conrad-Alexandre Gérard, 1729–1790. Lutz, 1994. 279 pp.
- Hutson, James H. John Adams and the Diplomacy of the American Revolution (1980)
- Kennett, Lee. The French Forces in America, 1780–1783.Greenwood, 1977. 188 pp.
- Kramer, Lloyd. Lafayette in Two Worlds: Public Cultures and Personal Identities in an Age of Revolutions. (1996). 355 pp.
- Morris, Richard B. "The Great Peace of 1783," Massachusetts Historical Society Proceedings (1983) Vol. 95, pp 29–51.
- Morris, Richard B. The Peacemakers: The Great Powers and American Independence (1975)
- Perkins, James Breck. France in the American Revolution 1911 online 보관됨 2009-06-25 - 웨이백 머신
- Popofsky, Linda S. and Sheldon, Marianne B. "French and American Women in the Age of Democratic Revolution, 1770–1815: a Comparative Perspective." History of European Ideas1987 8(4–5): 597–609. ISSN 0191-6599
- Pritchard, James. "French Strategy and the American Revolution: a Reappraisal." Naval War College Review 1994 47(4): 83–108. ISSN 0028-1484
- Schaeper, Thomas J. France and America in the Revolutionary Era: The Life of Jacques-Donatien Leray de Chaumont, 1725–1803. Berghahn Books, 1995. 384 pp. He provided military supplies.
- Tombs, Isabelle; Tombs, Robert (2010). 《That Sweet Enemy: The British and the French from the Sun King to the Present》. Random House. ISBN 9781446426234.
- Unger, Harlow Giles. Lafayette Wiley, 2002 online 보관됨 2010-11-20 - 웨이백 머신
- Van Tyne, C. H. "Influences which Determined the French Government to Make the Treaty with America, 1778," American Historical Review (1916) 21#3 pp. 528–541 JSTOR 1835010
- Van Tyne, C. H. "French Aid Before the Alliance of 1778," American Historical Review (1925) 31#1 pp. 20–40 JSTOR 1904500

### 1차 자료
- Lafayette, Marquis de. Lafayette in the Age of the American Revolution: Selected Letters and Papers, 1776–1790. Vol. 2: April 10, 1778–March 20, 1780. Cornell U. Press, 1979. 518 pp.

### 프랑스어
- Susan Mary Alsop, Les Américains à la cour de Louis XVI, 1982. Traduction française : Jean-Claude Lattès (1983).
- Henri Haeau, Complot pour l'Amérique 1775–1779, Paris, Éditions Robert Laffont, 1990, ISBN 2-221-05364-8
- J.-M. Bizière et J. Sole, Dictionnaire des Biographies, Paris, Éditions du Seuil, 1993.
- Olivier Chaline, La France au XVIIIe siècle (1715–1787), Paris, Éditions Belin, 1996.
- Joël Cornette, Absolutisme et Lumière 1652–1783, collection Carré Histoire, Paris, Éditions Hachette, 2000. ISBN 2-01-145422-0
- Jean Egret, Necker, ministre de Louis XVI, 1776–1790, Honoré Champion; Paris, 1975.
- André Zysberg, La Monarchie des Lumières (1775–1786), Paris, Éditions du Seuil, 2002.